# Уодзу

36°49′39″ пн. ш. 137°24′33″ сх. д. / 36.82750° пн. ш. 137.40917° сх. д.
Уо́дзу (яп. 魚津市, うおづし, МФА: [u.od͡zu ɕi̥]) — місто в Японії, в префектурі Тояма.

## Короткі відомості
Розташоване в північно-східній частині префектури, на березі Японського моря. Виникло на основі середньовічного портового містечка в Тоямській затоці біля замку Уодзу. Отримало статус міста 1952 року. Основою економіки є рибальство, харчова промисловість, комерція. Восени, в районі затоки, спостерігаються міражі типу фата моргана. Станом на 1 квітня 2009 площа міста становила 200,63 км². Станом на 1 липня 2011 населення міста становило 44 678 осіб.